# Castell de Šlokenbeka
El Castell de Šlokenbeka (en letó: Šlokenbekas pils) és una edificació fortificada situada en la històrica regió de Zemgale, a Letònia. És l'únic exemple existent d'un centre senyorial fortificat de Letònia. Tot va començar com un castell de l'Orde Livonià abans de 1544.

## Història
Šlokenbeka va ser construït al segle xv com un castell fortificat al poble Milzkalne. Va ser construït amb un pati trapezoïdal, que estava tancat amb murs de pedra i ulls de bou. El 1772 els sostres de l'àtic es van afegir a l'edifici. A les torres del segle xvii, acompanyats amb portals i banderoles es van aixecar, però Šlokenbeka va perdre la seva funció defensiva, sent posteriorment adaptat per a usos domèstics.
Al final del segle xviii es van construir nous i vells edificis. Noves torres de la porta es van afegir als murs nord i sud. Entre 1841 i 1845, una nova mansió d'estil classicista va ser construïda en la paret nord.